# Yana Zavatskaya
Yana Yulievna Zavatskaya (em russo:  Яна Юльевна Завацкая; nascida em 11 de março de 1970 em Leningrado) é uma escritora e tradutora de prosa russa soviética. Vencedora do Prémio "Running on Waves" de 2019. Yana Zavatskaya é uma escritora de ficção social. Ela também é blogger (no LiveJournal, listada no Top 100 bloggers).
Ela cresceu em Chelyabinsk. Em 1993, ela mudou-se com a sua família para a Alemanha. Na Alemanha, ela trabalha numa casa de repouso para idosos. Ela é católica e membro do Partido Comunista Alemão. Ela tem dois filhos. Ela foi criticada por Alexander Tarasov.